# Tetipac
Tetipac es una localidad del estado mexicano de Guerrero, cabecera del municipio homónimo. 

## Geografía
La localidad está ubicada en la posición 18°38′55″N 99°38′53″O / 18.64861, -99.64806, a una altitud de 1676 m s. n. m.
Según la clasificación climática de Köppen, el clima corresponde al tipo Aw - Tropical seco.

## Toponimia
El nombre de la localidad deriva de los vocablos nahuas tetli, “piedra” e ícpac, “sobre” por lo que se interpreta que Tetipac significa “sobre las piedras”.

## Demografía
Cuenta con 2265 habitantes lo que representa un incremento promedio de 1.1% anual en el período 2010-2020 sobre la base de los 2042 habitantes registrados en el censo anterior. Ocupa una superficie de 1.201 km², lo que determina al año 2020 una densidad de 1886 hab/km².
| Gráfica de evolución demográfica de Tetipac entre 2000 y 2020     |
|                                                                   |
| Fuente: Instituto Nacional de Estadística Geografía e Informática |

En el año 2010 estaba clasificada como una localidad de grado medio de vulnerabilidad social.
La población de Tetipac está mayoritariamente alfabetizada (3.40% de personas analfabetas al año 2020) con un grado de escolarización en torno de los 8 años. Solo el 0.31% de la población es indígena.